# The Innkeepers
Pour plus de détails, voir Fiche technique et Distribution.
The Innkeepers est un film d'horreur américain réalisé par Ti West, sorti en 2011.

## Synopsis
Claire et Luke sont deux jeunes employés du Yankee Pedlar Inn, un ancien grand hôtel sur le point de fermer. Ils sont les seuls employés qui travaillent pendant son dernier week-end d'ouverture. Claire, qui souffre d'asthme, a récemment quitté l'université, et Luke gère un site web qui fait la chronique des soi-disant fantômes de l'hôtel. Tous deux sont des passionnés de chasse aux fantômes et sont fascinés par l'histoire supposée hantée de l'hôtel, qui comprend la légende de Madeline O'Malley, une mariée qui s'est pendue dans les années 1800 lorsque son fiancé l'a abandonnée sur l'autel et dont le corps aurait été caché dans le sous-sol par les propriétaires de l'hôtel.
L'après-midi, Luke enregistre l'arrivée d'une cliente que Claire reconnaît comme Leanne Rease-Jones, une ancienne actrice qui est en ville pour une convention. Claire fait une première rencontre maladroite avec Leanne, qui est d'abord assez froide envers elle. Pendant la nuit, Claire remarque Leanne en train de regarder par la fenêtre de sa chambre. Claire lui fait signe, mais Leanne l'ignore et s'éloigne de la fenêtre. Claire entend des bruits provenant du garage de l'hôtel, où il y a une porte menant au sous-sol. Elle verrouille la porte et revient à l'intérieur. Elle utilise l'équipement de chasse aux fantômes de Luke pour enregistrer des phénomènes de voix électronique à divers endroits de l'hôtel. Pendant l'enregistrement, elle entend des voix et de la musique, et voit le piano à queue dans le hall d'entrée jouer tout seul.
Claire croise Leanne dans le couloir. Leanne révèle qu'elle a quitté sa carrière d'actrice pour devenir médium. Elle avertit Claire de ne pas aller au sous-sol. Tôt le lendemain matin, Claire se réveille à l'apparition de Madeline dans sa chambre. Plus tard dans la journée, un homme âgé arrive et demande une chambre au troisième étage. Luke explique que les chambres du troisième étage ont été dépouillées de leurs meubles en raison de la fermeture imminente de l'hôtel. Cependant, le vieil homme insiste et Claire propose de lui fournir un ensemble de draps car les chambres ont encore leurs lits, et elle l'emmène dans la suite nuptiale qu'il a demandée.
Luke et Claire décident d'enquêter au sous-sol où le corps de Madeline a été caché. Là-bas, ils entendent des voix désincarnées et font l'expérience d'autres activités paranormales. Luke est si effrayé qu'il quitte l'hôtel. Dans un état de panique, Claire demande l'aide de Leanne. Dans la cage d'escalier du sous-sol, Leanne prend contact avec un esprit et dit à Claire qu'elles doivent quitter l'hôtel immédiatement. Claire se précipite à l'étage pour récupérer l'homme âgé, mais en entrant dans sa chambre, elle trouve une lettre d'adieu et découvre son corps dans la baignoire, ainsi que l'apparition de Madeline pendue à une corde. Paniquée, elle descend en courant et découvre que Luke est retourné à l'hôtel. Il monte à l'étage pour trouver Leanne et Claire entend des bruits venant du sous-sol. Elle s'approche de la cage d'escalier, où elle est surprise par l'apparition de l'homme âgé. Elle tombe dans l'escalier, se blessant à la tête.
Désorientée par sa blessure, Claire est suivie par le vieil homme au sous-sol et se retrouve dans la pièce où se trouvait le corps de Madeline. Elle essaie d'ouvrir la porte qui mène au garage, oubliant qu'elle l'avait verrouillée. Confrontée à l'apparition de Madeline, Claire meurt d'une crise d'asthme. Le lendemain matin, Luke dit à la police qu'il a entendu les cris de Claire venant de la cave mais qu'il n'a pas pu ouvrir la porte pour la sauver. Luke et Leanne partent avec la police. Le film se termine par une vue de la chambre de Claire où une manifestation à peine visible de Claire apparaît, regardant par la fenêtre. Alors qu'elle se tourne vers le spectateur, la porte se referme toute seule.

## Fiche technique
- Titre original : The Innkeepers
- Réalisation : Ti West
- Scénario : Ti West
- Direction artistique : Scott Kuzio
- Décors : Chris Trujillo
- Costumes : Elisabeth Vastola
- Photographie : Eliot Rockett
- Son : Graham Reznick
- Montage : Ti West
- Musique : Jeff Grace
- Sociétés de production : Dark Sky Films, Glass Eye Pix
- Pays d'origine :  États-Unis
- Langue originale : anglais
- Format : couleur — Format 35 mm — 2.35:1 — Dolby Digital
- Genre : Horreur
- Durée : 101 minutes
- Dates de sortie :
  - États-Unis : 12 mars 2011 (première mondiale au festival South by Southwest)
  - États-Unis : 3 février 2012[1] (sortie limitée)
  - France : 28 août 2013 (direct-to-video)

## Distribution
- Sara Paxton : Claire
- Pat Healy : Luke
- Kelly McGillis : Leanne Rease-Jones
- Lena Dunham : la serveuse
- Alison Bartlett : Gayle
- George Riddle : le vieil homme
- Brenda Cooney : Madeline O'Malley
- John Speredakos : l'officier Mitchell

## Production

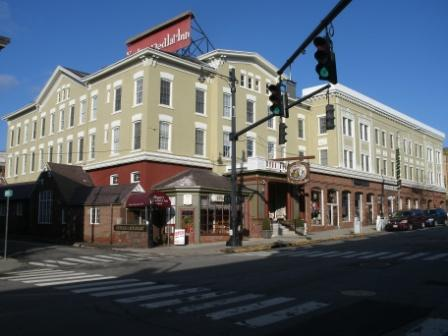
Le 'Yankee Pedlar Inn', lieu où se déroule l'action du film, supposé être hanté selon les croyances locales.

Le film a été tourné à Torrington, ville située dans le comté de Litchfield, dans l'État du Connecticut (États-Unis). Il s'agit d'un véritable hôtel, nommé Yankee Pedlar Inn (en), lieu hanté selon certaines croyances locales. Ti West y avait résidé avec toute son équipe lors du tournage de son précédent film The House of the Devil.

## Accueil

### Box-office
Les recettes du film se montent à 78 396 $ aux États-Unis et à environ 1 100 000 $ dans le monde entier.

### Critique
Le film reçoit un accueil critique globalement favorable, recueillant 79 % de critiques positives, avec un score moyen de 6,7⁄10 et sur la base de 117 critiques collectées, sur le site Rotten Tomatoes. Sur le site Metacritic, il obtient un score de 64⁄100, sur la base de 26 critiques collectées.

## Distinctions

### Récompenses
- Toronto After Dark Film Festival 2011 : Prix du public, « Film le plus effrayant »
- Screamfest 2011 : meilleure musique

### Nominations
- Fright Meter Awards 2012 : meilleure réalisation et meilleure actrice (Sara Paxton)
- Fangoria Chainsaw Awards 2013 : meilleure musique